# کیران آگراد
کیران آگراد (انگلیسی: Kieran Agard؛ زادهٔ ۱۰ اکتبر ۱۹۸۹) یک بازیکن فوتبال اهل بریتانیا است.
از باشگاه‌هایی که در آن بازی کرده‌است می‌توان به باشگاه فوتبال آرسنال، باشگاه فوتبال یئوویل تاون، و باشگاه فوتبال اورتون اشاره کرد.